# 벽골제
벽골제(碧骨堤)는 대한민국 전북특별자치도 김제시 부량면에 위치한 저수지로 대한민국 저수지의 효시이다. 고대 수리시설 중 규모도 가장 크다. 1963년 1월 21일 대한민국의 사적 제111호로 지정되었다.

## 개요
축조 시기는 백제 비류왕 27년(330년)으로 추정된다. 호남 지방(湖南地方)의 호(湖)가 바로 벽골제를 가리킨다. 「삼국사기(三國史記)」 신라본기 흘해왕 21년조에 ‘시개벽골지안장일천팔백보(始開碧骨池岸長一千八百步)라고 기록되어 있다. 그 뒤 790년(원성왕 6)에 증축한 사실이 있었고, 고려 인종 때 수축하였다가 인종 24년(1146년)에 왕의 병이 벽골제 수축 때문이라는 무당의 말로 일부를 파괴한 일이 있다. 태종 15년(1415년)에 국가적인 대규모 수축공사를 일으켜, 군정 만 명이 2개월 동안 주위 7만 7,406보, 높이 17척의 제방을 수축하여 몽리 수전은 충청도, 전라도에 걸친 방대한 지역으로 9,800결에 달했다고 한다. 임진왜란 때 관리, 유지가 전폐된 이래 농민의 모경으로 지금은 거의 경지화되고 말았다. 이때의 석조수문과 기념비 등의 유물이 남아 있다.
제방은 포교마을에서 시작하여 남쪽으로 월승리에 이르는 평지에 약 3.3km에 달하며, 제방 높이는 5.6m이다. 댐형식은 흙댐(필댐)이다. 관개면적은 10,000ha로 추정된다.

## 장생거
신증동국여지승람의 기록에 따르면 벽골제에는 총 5개의 수문이 있었고, 수문 명칭은 수여거, 장생거, 중심거, 경장거, 유통거라고 한다. 그 중 현재 제방과 함께 남아있는 수문은 두 개소로 단지 내 장생거와 단지 밖 벽골제 제방을 따라 남쪽으로 약 2km에 위치한 경장거이다. 1980년대 수문 일부 복원 공사로 지금의 모습을 갖추었다.
신증동국여지승람에 실린 벽골제중수비의 기록에 지방의 단면과 수문구조가 다음과 같이 기술되어 있다.
둑의 아래 넓이는 70자료, 위의 넓이는 30자이며, 높이가 17자이고 수문은 마치 구롱(九壟)처럼 보였다. ···또 (수문) 양쪽의 석주심(石柱心)이 움푹 들어간 곳에는 느티나무 판을 가로질러서, 내외로 고리와 쇠줄을 달아 나무판을 들어올리면 물이 흐르도록 하였으니, 수문의 넓이는 모두가 13자요, 돌기둥의 높이는 15자이며, 땅속으로 5자나 들어가 있다. ···이것이 벽골제의 대략이니 때는 영락(永樂) 13년(명의 연호 태종 15년, 서기 1415년)이다.

## 저수지냐 방조제냐 논쟁
이영훈 전 교수는 2007년 계간지 '시대정신' 여름호에 소설가 조정래의 대하소설 '아리랑'을 비판하는 글을 실으면서 소설의 무대인 김제·만경평야와 벽골제 관련 서술이 잘못됐다고 주장했다. 이 교수는 이 글에서 "벽골제는 농업용 저수지가 아니라 바닷물의 침입을 막는 방조제였다"며 "김제·만경평야 지대는 1900년대까지도 대부분 황량한 불모의 땅이었으며, 러·일전쟁 이후 들어온 일제가 간척사업과 수리사업을 전개하면서 농업지대로 변모하기 시작했다"고 주장했다. 이에 대해 허수열 전 충남대 교수가 2012년 1월 자신의 저서 '일제 초기 조선의 농업-식민지근대화론의 농업개발론을 비판한다'에서 『삼국유사』 『조선왕조실록』 『신증동국여지승람』 등의 기록과 김제 일대 수리조합·토지개량·하천개수 관련 사료 등을 제시하며 "벽골제는 저수지로 설립됐으나 저수지로 기능한 것은 극히 일부 기간에 불과했고 세종대 이래 일제 초까지 제방 일부가 파괴된 채 방치됐다", "김제·만경평야 지대는 일제의 개발 이전에 이미 조수의 침입에서 비교적 안전한 농업지대였으며, 일제의 개발에 의해 비로소 농업지대로 변모한 곳이 아니었다"며 "벽골제가 큰 규모의 저수지였다"고 주장했다. 이에 대해 이 전 교수는 2013년 '경제사학'(53호)에 발표한 논문 '혼란과 환상의 역사적 시공-허수열의 『일제 초기 조선의 농업』에 답한다'에서 "『삼국유사』 등의 기록을 바탕으로 벽골제를 저수지로 본다면, 오늘날 춘천 소양강댐보다 10배는 더 큰 면적이 나오는데, 4세기 초반에 그런 저수지를 만들어 대규모 간척사업을 벌이는 것은 불가능하다. 유럽에서도 간척사업이 활성화되는 것은 13세기에 와서다"라며 "근대 이전 기록을 사료비판 없이 맹신해선 안 된다. 4세기 초 한반도 인구는 200만∼300만 명 수준이고, 아직 석기를 사용하고 움집에서 살던 것으로 추정되는데 대규모 농업용 저수지는 어울리지 않는다"고 반박했다. 이 전 교수는 사람들이 벽골제를 저수지라고 생각하게 된 이유로 1000여 년의 세월이 흐르는 동안 토양이 쌓이는 충적 작용을 들며 "벽골제의 정체는 향후 고고학·지리학·토목공학·수리공학 분야의 연구성과를 수용하며 풀어갈 문제다. 그럼에도 330년경에 해안을 막고 그 같은 방조제를 만든 사실만으로도 대단한 일"이라고 말했다.
강봉원 교수는 그간 집적된 벽골제 제내 및 제외지 발굴 자료를 토대로 벽골제가 저수지였다는 견해를 다음과 같이 제시하였다.
벽골제가 방조제였다는 것을 주장하는 연구자들은 해수가 원평천을 따라 역류하는 것을 가장 중요한 변수 중의 하나로 보았다. 일리가 있다. 그러나 만약 그것이 사실이라면 벽골제 서편 대부분 지역과 제하 원평천과 신평천 좌우 지역은 해수가 밀려오기 때문에 농사를 짓지 못하는 것은 물론 사람이 살기도 어려운 불모지가 되어 버린다. 조선 세종 2년(1420) “벽골제의 제방이 무너져 제언 아래 2098결이 훼손되었다”(⼤風雨 ⾦堤郡 碧骨堤決 損堤下田二千九⼗八結)는 기록을 보면 제외지는 논으로 이용되고 있었다는 것을 말해준다. 이러한 내용은 벽골제가 방조제가 아닌 저수지 제방이었다는 것을 단적으로 말해 주는 것이다. 또한 충남대학교 박물관에서 수행한 조사에 의하면 벽골제 축조에 32만여 명 이상의 노동력이 동원되었던 것으로 추산되었는데, 주민들의 자발적 참여로써는 불가능하고 백제가 중앙집권체제를 갖춘 국가로 성장한 이후인 5-6세기 사이에 역역을 동원하였을 가능성이 높다.

## 같이 보기
- 인신공양

## 참고 자료
- 벽골제 - 국가유산청 국가유산포털